# Карбетон
Карбетон (лат. Carbeto; Carve(tus); Carven(tanus?); умер в 458 году до н. э.) — римский политический деятель, консул 458 года до н. э.
Карбетон упоминается только в одном источнике — Капитолийских фастах, так что даже его имя полностью не известно. Он был избран вместе с Гаем Навтием Рутилом консулом на 458 год до н. э., но умер до истечения своих полномочий, так что его место занял консул-суффект Луций Минуций Эсквилин Авгурин.